# Duke Nukem 3D
A Duke Nukem 3D egy first-person shooter videójáték, melyet a 3D Realms fejlesztett és a GT Interactive Software jelentett meg MS-DOS-ra 1996. január 29-én. A játék a 3D Realms által megjelentett Duke Nukem és Duke Nukem II platformjátékok folytatása. Plutonium Pak címmel egy kiegészítőcsomag is megjelent hozzá 1996 novemberében.
A Duke Nukem 3D középpontjában a címben szereplő macsó, Duke Nukem (szinkronhangja Jon St. John) kalandja áll, aki a Föld földönkívüliek általi megszállását próbálja meg visszaverni. A Duke Nukem 3D a Wolfenstein 3D-vel és a Doommal közösen nagyban hozzájárult a first-person shooterek népszerűvé tételében. Nagy sikerek közepette jelent meg; a tesztelők dicsérték a környezete interaktivitását, a pályatervezést, a játékmenetet és az egyedi merész humorát.
A játék időtállósága és a modern videójátékokra tett hatása miatt minden idők egyik legfontosabb videójátékaként tekintenek rá. A játék erőszakos természete, erotikus elemei és nőkről alkotott képe botrányokhoz vezetett. A játék közvetlen folytatása tizenöt év fejlesztés után Duke Nukem Forever címmel jelent meg 2011-ben.

## Játékmenet
A Duke Nukem 3D játékmenete a többi first-person shooterhez hasonlóan magában foglalja a pályák a főszereplő nézőpontjából való bejárását, lelőve az ellenségeket az út során. A Duke Nukem 3D környezete nagyban rombolható és interaktív; a legtöbb tárgy elpusztítható a játékos által.
A pályák viszonylag nemlineáris módon lettek megtervezve, így például a játékosok előnyére lehetnek a légcsatornák, a hátsó ajtók vagy a csatornák, melyekkel megkerülhetőek az ellenségek vagy rejtett tárgyakat lehet találni. A pályák olyan tárgyakkal vannak megtöltve, melyekkel a játékos interakcióba léphet, melyek így vagy a játékos javára válnak valamilyen formában (a villanykapcsolók felkapcsolásával könnyebb látni, míg a szökőkutak vagy a törött tűzcsapok némi életponthoz juttathatják a játékost) vagy egyszerűen mellékcselekményeket biztosítanak (sztriptíz táncosoknak való borravaló osztással Duke egy megjegyzést tesz és a táncos provokatívan többet mutat magából).
A fegyverek között ott van a „Mighty Foot” (egyszerű rúgás), egy pisztoly, egy sörétes puska, egy revolverágyú (designjában hasonló a szovjet TKB–059-hez), egy rakéta-meghajtású gránátvető, csőbombák, fagyasztó és zsugorító sugarak, lézeres aknák és a gyorstüzelésű „Devastator” rakétavető. Egy „Microwave Expander” nevű, kizárólag a játék Atomic kiadásban megtalálható ráadás fegyver is van, mely modellje teljes mértékben hasonlít a zsugorító fegyverére. E fegyverrel hőt tudunk beleereszteni az ellenségbe, ami ennek nyomására felfújódik, majd szétrobban.
Egyéb tárgyak is felvehetőek a játék során. A hordozható orvosi készlet lehetőséget biztosít a játékosnak, hogy kedve szerint gyógyítsa Duke-ot. A szteroidok felgyorsítják Duke mozgását, valamint azonnal megfordítják a zsugorító fegyver hatását. Az éjjellátószemüveggel a játékos láthatja a sötétben megbújó ellenségeket. A „HoloDuke” készülék Duke hologramját vetíti ki összezavarva ezzel az ellenfeleket. A védőbakancsok lehetőséget biztosítanak, hogy Duke veszélyesen meleg vagy mérgező területeken hatoljon át. Ahol az előrehaladáshoz több úszásra lenne szükség, ott egy búvárfelszereléssel (egy aqua-lung) Duke hosszabb utakat tehet meg. Duke jetpackjének köszönhetően vertikálisan síkban is mozoghat a játékos.
A játékban számos szörnytípus van, köztük földönkívüliek, egyéb mutáns emberek (az LAPD „disznó zsarukká” változott, utalva ezzel a rendőrtisztekre tett angol „pig” kifejezésre, míg a egyenruhájuk címerén a „LARD” (disznózsír) szócska van). Ahogy az az akkori first-person shooterekben megszokott volt Duke Nukem nagyszámú kisebb ellenséggel, és sokkal kisebb számú főgonosszal (általában a fejezetek végén fut össze). Duke-hoz hasonlóan ezek az ellenfelek széles körű fegyver- és felszerelésarzenálhoz férnek hozzá.

### Többjátékos mód
A Duke Nukem 3D-ben van többjátékos mód. Megjelenésekor a internetalapú videójátékok még csak kialakulóban voltak. A Duke Nukem 3D nem támogatja a TCP/IP kliens/szerver modellt, helyette az IPX LAN-ra (modem vagy soros kábel) alapozza a hálózati játékot. A Duke Nukem 3D játékosok gyakran modemtől modemig csatároztak a Kali IPX hálózati eszközön vagy a Total Entertainment Network (TEN) fizetős online szolgáltatáson keresztül. A Kali segítségével a játékosok egy chatszobához csatlakozhattak, ahol mérkőzéseket indíthattak vagy csatlakozhattak a már meglévőkhöz. A játékot a DWANGO is támogatta.
A Duke Nukem 3D pályáit gyakran használták csatatérként ezen összeütközések során és a felhasználók saját pályákat is készíthettek a játék pályaszerkesztőjével. A játékban kooperatív játékmód is szerepel, amellyel a játékosok együtt teljesíthették a játék történetalapú egyjátékos módját. A Duke Nukem 3D: Atomic Editionben egy új játékmód, a Duke-Tag is bemutatásra került, ami egy capture the flag-stílusú mód.
A Duke Nukem 3D át lett portolva a modern Microsoft Windows-variánsokra, így a Windows XP vagy a Windows 7-re is. Erre azért nyílt lehetőség, mivel a játék forráskódját nyilvánosan közzétették. Számos nem hivatalos portot is készítettek, köztük az EDuke32-t, a JFDuke3D-t, az hDuke-ot vagy az xDuke-ot. Mind a négy port a játék eredeti képi világát nyújtja, de az EDuke32 támogatja az OpenGL renderelést is, így többek között a rajongók által készített modern grafikai csomagot is a High Resolution Pack képében. Az hDuke és az xDuke még mindig játszható online a többjátékos „DukeMatch” formátumban az ingyenesen elérhető Duke Matcher vagy YANG indítófájlokkal. Az EDuke32 többjátékos módja fejlesztői pokolban ragadt, miután megpróbálták újraírni annak hálózati funkcionalitását a kliens–szerver modellt használva.

## Cselekmény

### Helyszín
A Duke Nukem 3D a Földön játszódik „valamikor a korai 21. században”. A Duke Nukem 3D pályái a játékost külső és belső helyszínekre is elkalauzolja renderelt utcai jelenetek, katonai bázisok, sivatagok, egy elárasztott város, űrállomások, holdbázisok és egy japán étterem képében.
A játékban számos humoros utalás van a popkultúrára, köztük Duke sorai, melyeket olyan filmekből kölcsönöz, mint az Aliens, a Piszkos Harry, a Gonosz halott 2, az Acéllövedék, a Cápa, a Ponyvaregény vagy az Elpusztíthatatlanok. A játékos számos híres szereplő hulláját megfigyelheti a játék során, így Luke Skywalkerét, Indiana Jonesét, Snake Plisskenét, Doom főszereplőjét vagy a bezúzott T–800-ast. A játék első epizódjában a játékos egy a börtöncella falában, egy poszter mögé elrejtett alagúton keresztül halad tovább, hasonlóan A remény rabjai című filmben látottakhoz. A második epizód alatt a játékos megpillanthatja a monolitot (a 2001: Űrodüsszeiából) a Holdon. Az egyik fürdőszobában a 867-5309 szám van a falra firkálva utalva ezzel Tommy Tutone hasonló című számára.

### Történet
Csak kevés történetszál van a játékban; egy rövid szöveges előzetes a játék főmenüjének „Help” opciójában, illetve az epizódok befejezését követően megjelenő néhány átvezető jelenet képében. A játék közvetlenül ott folytatja a cselekményeket, ahol a Duke Nukem II letette azt; Duke éppen a Földre tér vissza az űrsiklójában. Ahogy Duke aláereszkedik Los Angeles városába a vakáció reményében a hajóját ismeretlen ellenségek lelövik. Miközben segélykérő jelzést küld Duke rájön, hogy a földönkívüliek megtámadták Los Angelest és az LAPD-t mutánsokká változtatták. Elképzelései romokban, Duke megnyomja a „kilövés” gombot és megesküszik, hogy bármit megtesz, hogy megállítsa a földönkívüli inváziót.
Az első, L.A. Meltdown című epizódban Duke a disztópikus Los Angelesen küzdi keresztül magát. Egy sztriptízbárban elfogják a disznó rendőrök, azonban sikerül megszöknie a földönkívüliek által irányított börtönből és nyomára akad a Szent András-törésvonali megszállásért felelős földönkívüli siklónak. Duke rájön, hogy a földönkívüliek nőket rabolnak el, majd felrobbantja a hajót. Ebben az epizódban a pályák egy moziban, egy piroslámpás negyedben, egy börtönben és egy nukleáris hulladék-lerakó létesítményben játszódnak.
A második, Lunar Apocalypse című epizódban Duke az űrbe utazik, ahol a földönkívüliek által elfoglalt űrállomásokon számos elrabolt nőre bukkan különféle inkubátorba zárva. Duke elér a földönkívüli anyahajóhoz a Holdon és megöli a földönkívüli nagyurat. Ahogy Duke a hajó számítógépét vizsgálja rájön, hogy a nők elrablása mindössze csak egy trükk volt, hogy ezzel eltereljék a figyelmét és az idegenek már megkezdték a Föld támadását.
A harmadik, Shrapnel City című epizódban Duke ismét a hatalmas idegen ellenállással veszi fel a harcot Los Angelesben, majd megöli a földönkívüli fenyegetés vezetőjét a ciklois császárt. A játék Duke ígéretével ér véget, amely szerint egy kis „R&R [pihenés]” után „…további akcióra is kész!”, amint egy nő visszahívja az ágyba. Ebben az epizódban a pályák egy szusibárban, egy bankban, egy elárasztott városrészben, egy romos Los Angeles-i negyedben, egy filmforgatáson, egy metróban, egy tűzoltóállomásnál és egy hotelben játszódnak. A fő ellenséggel egy stadionban kell megküzdeni, ahol pomponlányok szurkolnak Duke-nak a pálya szélén.
Az Atomic Edition továbbviszi a történetet. A negyedik, The Birth című epizódban kiderül, hogy az idegenek azért rabolták el a nőket, hogy megszüljék az földönkívüli királynőt, ami egy olyan élőlény, ami gyorsan halálos idegen védelmező drónokat képes ívni. Duke-ot ismét visszaküldik Los Angelesbe, hogy visszaverje a földönkívüli hordákat, köztük a védelmező drónokat. Végül Duke megtalálja a földönkívüli királynő fészkét, majd megöli azt, ezzel meghiúsítva az idegenek terveit. Ebben az epizódban a pályák egy gyorsétteremben (Duke Burger), egy bevásárlóközpontban, egy „Babe Land” Disneyland-paródiában, egy rendőrőrsön, az Exxon Valdezen és az 51-es körzetben játszódnak.
A 20th Anniversary World Tour megjelenésével a történet tovább halad. Az "ötödik episodal: Alien World Order"-ben Duke rájön, hogy az idegenek világméretű inváziót kezdeményeztek, ezért nekiáll, hogy visszaverje a különböző országok elleni támadásukat. Duke Amszterdamból, Moszkvából, Londonból, San Franciscóból, Párizsból, a gízai piramiskomplexumból és Rómából eltakarítja az idegeneket, az utolsó leszámolás a visszatérő idegen fenyegetéssel Los Angelesben zajlik, teljes kört bevéve a játékba. Ott legyőzi a Cycloid Incineratort, az idegenek jelenlegi vezetőjét, és végleg megállítja fenyegetésüket.[forrás?]

## Fejlesztés
A Duke Nukem 3D-t egy nagyjából 300 000$-os keretből fejlesztették. A fejlesztőcsapat nyolc főből állt a fejlesztési ciklus jelentős része alatt, 12 vagy 13 főre növekedve annak vége felé. Scott Miller a 3D Realms alapítójának visszaemlékezései szerint a „Duke 3D-vel, ellentétben az összes shooterrel, amely korábban megjelent, azt akartuk, hogy valamiféle valós helyszíneken játszódjon, így például egy moziban vagy tudod, egy sztriptízbárban, könyvesboltokban…”
A LameDuke a Duke Nukem 3D egy korai bétaváltozata, amit a 3D Realms a hivatalos verzió megjelenése után egy évvel jelentett meg egyfajta „bónuszként”. „Úgy ahogy” jelent meg, semmiféle támogatás nélkül. A LameDuke-ban négy epizód van: a Mrr Caliber, a Mission Cockroach, a Suck Hole és a Hard Landing. Néhány fegyvert eltávolítottak vagy módosítottak az eredeti verziókhoz képest.
Lee Jackson főcímdala, a Grabbag számos spin-offot és remixet szült az évek során a rajongóktól és a hivatásos zenészektől is, köztük egy hivatalosan jóváhagyott stúdióváltozatot a népszerű Megadeth thrash metal együttestől. 2005 augusztusában Chris Kline felvette a dal egy újabb változatát. A 3D Realms a weboldaluk címoldalán szerepeltette a dalt és leszerződtek Kline-nal, hogy a Duke Nukem 3D Xbox Live Arcade-kiadásnak népszerűsítésére használhassák a dalt.

## Megjelenés

### PC-verziók
- Full Version: a játék teljes verziója, először 1996 májusában jelent meg hivatalosan és az eredeti három epizódot tartalmazza.
- Plutonium Pak/Atomic Edition: Az Duke Nukem 3D Atomic-kiadása 1996 novemberében jelent meg különálló játékként, mely az eredeti három epizód mellett egy tizenegypályás negyediket is tartalmaz, ezzel 41-re emelve a pályák számát az eredeti Duke Nukem 3D 30 pályájával szemben. A Plutonium Pak kiegészítőcsomagként jelent meg, mely az eredeti Duke Nukem 3D-t (v1.3d) frissítette az Atomic Editionre (v1.4, később v1.5-re foltozták). Két új ellenféltípust (disznó-rendőr harckocsi, védelmező drón), egy új végső főellenséget (földönkívüli királynő) és egy új fegyvert (Expander) mutatott be, illetve módosították a játék kódját, hogy könnyebb legyen annak moddolása, illetve a játékosok immár a gép által irányított botok ellen is indíthattak többjátékos megmérettetéseket. Ez a játék egyetlen hivatalos kiegészítője, melyet a 3D Realms fejlesztett.
- Megaton Edition: 2013. március 20-án jelent meg a Steamen keresztül. A Megaton Edition tartalmazza a Duke Nukem 3D: Atomic Editiont, a Duke It Out In D.C., a Duke Caribbean: Life’s a Beach és a Duke: Nuclear Winter kiegészítőket OpenGL renderelés mellett, illetve a Duke Nukem 3D: Atomic Edition eredeti MS-DOS-os verzióját is. Támogatja a SteamPlay Windows, Mac OS X és Linux platformokon és Jonathon Fowler JFDuke3D forrásportján alapul. Az internetes többjátékos módot 2014 januárjában adták hozzá a játékhoz.[18]
- Az East Meets West című csomag tartalmazza a Duke Nukem 3D: Atomic Edition és a Shadow Warrior teljes verzióit.[19]
- A Duke Nukem: Kill-A-Ton Collection című csomag tartalmazza a Duke Nukem, a Duke Nukem II, a Duke Nukem 3D (teljes és az Atomic-verzió) játékokat, illetve a Duke It Out In D.C., a Duke Xtreme, a Duke!ZONE II kiegészítőket és számos segédprogramot.
- A Duke Nukem 3D korai csomagjai tartalmazzák a Duke Nukem és a Duke Nukem II teljes verziót.
- A Duke: The Apocalypse című csomag tartalmazza a Duke Xtreme és a Duke!ZONE II kiegészítőket és egy t-inget.
- A Duke: The Apocalypse 2 című csomag tartalmazza a Duke!ZONE és a Duke It Out In D.C. kiegészítőket, egy stratégiai útmutatót és egy t-inget.

### Kiegészítőcsomagok
- Duke It Out In D.C.: a játék hivatalosan jóváhagyott kiegészítője, melyet a Sunstorm Interactive fejlesztett és a WizardWorks Software jelentett meg 1997 márciusában. Bill Clinton amerikai elnököt elrabolták az idegen erők és Duke-nak meg kell mentenie. Ebben a kiegészítőben a pályák valós helyszíneken, így például a Fehér Házon, az FBI székhelyén, a Smithsonian-múzeumon vagy a Washington-emlékművön, illetve még számos Washington, D.C.-i helyszínen alapulnak. A kiegészítő a Duke Nukem: Kill-A-Ton Collection című hivatalos csomagban is megtalálható a 3D Realmsal kötött üzleti szerződésük keretében. Charlie Wiederhold készítette el a kiegészítő pályáit.
- Duke Caribbean: Life’s a Beach: a játék hivatalosan jóváhagyott kiegészítője, melyet a Sunstorm Interactive fejlesztett és a WizardWorks Software jelentett meg 1997 decemberében. Duke egy trópusi szigeten pihen, amikor rájön, hogy a földönkívüliek is a saját „vakációjukon” vannak. Ez a kiegészítő napos karibi téma köré épül, pályái tengerpartokon és szállodákban játszódnak. Charlie Wiederhold számos pályát készített ehhez a kiegészítőhöz is. Wiederholdot később felvette a 3D Realms, hogy dolgozzon a játék Duke Nukem Forever című folytatásán.
- Duke: Nuclear Winter: a játék hivatalosan jóváhagyott kiegészítője, melyet a Simply Silly Software fejlesztett és a WizardWorks Software jelentett meg 1997 decemberében. A Mikulást elme-vezérelik az idegenek, hogy bajt okozzon a Földön. A kiegészítő számos pályája az Északi-sark környékén játszódik.
- Duke Xtreme: egy a Sunstorm Interactive által fejlesztett kiegészítő, mely 50 pályát és számos segédprogramot tartalmaz.
- Duke!Zone: egy a WizardWorks Software által megjelentett kiegészítő, mely több, mint 500 rajongók által készített pályát tartalmaz.
- Duke!Zone II: az Duke!Zone folytatása, melyet a WizardWorks Software jelentett meg és három a Simply Silly Software által készített epizódot tartalmaz, illetve a Duke!Zone több, mint 500 pályáját.
- Duke Assault: a játék hivatalosan jóváhagyott kiegészítője, mely több, mint 1500 pályát tartalmaz a Duke Nukem 3D-hez. A csomagot a WizardWorks Software jelentette meg és a Duke Nuken 3D modding közösség készítette.[20]
- Duke Nukem’s Penthouse Paradise: a Duke Nukem 3D hivatalosan jóváhagyott kiegészítője, mely kizárólag a GT Interactive Software-től és a Penthouse magazintól lehetett megvásárolni. A kiegészítő a Duke Nukem 3D és az Atomic Edition cselekményei között játszódik, amikor az idegenek félbeszakítják Duke nyaralását és néhány Penthouse-fényképsorozatot. Duke-nak végig kell magát küzdeni egy hotelen, klubokon és végül a Penthouse.

### Konzolos verziók és kiegészítőcsomagok
A Duke Nukem 3D-t számos konzolra átportolták az évek során és ezen portok mindegyike valamiféle új tartalommal is rendelkezett.
- Duke Nukem 3D (Game.com): 1997-ben jelent meg, kizárólag az Egyesült Államokban.[21] Ellentétben az összes többi verzióval Duke Nukem nem tud fordulni, csak előre- és hátrafelé menni, illetve balra és jobbra oldalazni. A Game.com monokróm kijelzője miatt szintén az egyetlen változat, amely nem színes. Ez a verzió csak 4 pályát tartalmaz az eredeti három epizód mindegyikéből, összesen 12 pályát, melyek mindegyikét módosítottak, hogy alkalmazkodjanak Duke Nukem forgásképtelenségéhez.
- Duke Nukem 3D (Sega Saturn): a Lobotomy Software portolta és a Sega jelentette meg. A játék a Lobotomy SlaveDriver motorját használja. Ez a verzió a Sega NetLinket használja az internetes játékhoz, és beépített támogatása van a Saturn analóg kontrolleréhez. Egy rejtett többjátékos minijátékot, a Death Tank Zweit, illetve egy ekluzív Urea 51 nevezetű bónusz pályát is tartalmazz. Ez volt az utolsó játék, melyet a Sega amerikai részlege a Deep Water címkével látott el, melyet a felnőtt tartalmakat felvonultató játékokhoz, mint a Duke Nukem 3D-hez vagy az Eternal Champions: Challenge from the Dark Side-hoz készítettek.
- Duke Nukem: Total Meltdown (Európában egyszerűen Duke Nukem) a játék PlayStation-verziója, mely tartalmazza mindhárom eredeti epizódot, illetve egy új, Plug ’n’ Pray címűt is, melyben további hat pálya és egy rejtett pálya van, utóbbi a PC-verzióban is megtalálható. Az új epizód számos új ellenségtípust (köztük három új disznó rendőr-típus) és egy új végső főellenséget, a robot CyberKeeft is bemutatott. Ebben a változatban újrakevert zene van, néhány át lett hangszerelve a PC-verzióból míg néhány teljesen új.[22]
- Duke Nukem 64: a játék cenzúrázott Nintendo 64-portja, melyben osztott képernyős 4-játékos mód is van. A játék alatt hallható zenéket teljesen eltávolították, számos tárgyat átneveztek, hogy elkerüljék a drog vagy szexuális utalásokat, és számos pálya módosítva lett, hogy a Plutonium Pakból is tartalmazzanak pályarészeket (így például a Duke Burger gyorsétterem szerepel a második pályán, míg az eredeti PC-változatban nem). A pályák egymást követően sem mint különálló „epizódokra” bontva játszódnak. A további módosítások között szerepel a végső főellenség teljes háromdimenziós modellje és több új fegyver is. A Plutonium Parkban szereplő „földönkívüli szörny” ellenség is megjelenik néhány alkalommal a játék sima pályáin, míg a PC-verzióban egyáltalán nem is szerepelt.
- Duke Nukem 3D (Sega Mega Drive): 1998-ban jelentette meg a Tectoy. A játék képi világát drasztikusan egyszerűsítették, így közelebb áll Wolfenstein 3D és a többi hasonló korai shooterhez, illetve kizárólag a Lunar Apocalypse-t, az eredeti játék második epizódját tartalmazza a háromból, és azt is erősen módosították, hogy jobban megfeleljen a játék motorjához. Ez a verzió kizárólag Dél-Amerikában jelent meg.[23]
- Duke Nukem 3D (Xbox Live): 2008. szeptember 24-én jelent meg. Ebben a változatba lehetőség van „visszatekerni” a játékot a halálkor bármely korábbi pontra, videókat lehet lementeni a játékból, illetve interneten kooperatívan és a megszokott „Dukematch” módban is lehet játszani. A zene egy kisebb minőségbeli javítást kapott a modern MIDI eszközöknek hála.[24]
- Duke Nukem 3D (iPhone/iPod Touch): tartalmazza az eredeti három epizódot és az összes főbb hangeffektet, viszont a háttérzenét nem. Nincs benne többjátékos mód és a framrate dramitikus zuhanásba kezdhet, ha egyszerre több ellenfél jelenik meg a képernyőn. Az ablakokon nem lehet kikandikálni a kinti területekre.[forrás?]
- Duke Nukem 3D (Nokia N900): 2009. szeptember 29-én jelent meg.[25]
- Megaton Edition (PlayStation 3, PlayStation Vita): a Steamen megjelent windowsos, Maces és linuxos Megaton Edition portja. Az Abstraction Games és a Devolver Digital jelentette meg.[26]

## Forrásportok
A Doom forráskódjának 1997-beli nyilvánosságra hozatala után a játékosok azt akarták, hogy a 3D Realms hasonló módon tegye közzé a játék forráskódját. A legutolsó jelentősebb játék, amely a Duke Nukem 3D forráskódját használta a TNT Team 1999-ben megjelent WWII GI című videójátéka volt. Programozója, Matthew Saettler engedélyt kapott a 3D Realmstől, hogy kibővítse a WWII GI-nál is használt játékmenetbéli javításokat a Duke Nukem 3D-be.
Az EDuke a Duke Nukem 3D félhivatalos ága volt, amely a Duke Nukem 3D javításaként jelent meg 2000. július 28-án v2.0 verziószám alatt az Atomic Edition felhasználóinak, és egy demó modot is tartalmaz, melyet számos bétatesztelő készített. Az EDuke elsősorban a CON programozási nyelv olyan módú javítására összpontosított, amely lehetőséget biztosított a játék olyan mértékű módosítására, amelyre eredetileg nem lett volna lehetőség. Ugyan további kiadások is tervbe voltak véve, azonban soha nem lépett ki a bétából és végül megjelenését törölték a programozó időkorlátai miatt. A Duke Nukem 3D forráskódjának megjelenése után körülbelül egy hónappal Matt Saettler, a Blood projektmenedzsere GNU General Public License alatt közzétette az EDuke v2.0 és az EDuke v2.1 forráskódját is, utóbbi a következő EDuke-kiadás tesztverziója volt.
A Duke Nukem 3D v1.5 indítófájljának forráskódját, ami a Build motort használja, 2003. április 1-jén GNU GPL licenc alatt szabad szoftverként tették közzé.[forrás?] A játék tartalma továbbra is egyedi licenc alá esett. A játékot a rajongók hamar átportolták számos modern operációs rendszerre.
Az első Duke Nukem 3D-portot az icculus.org csapata készítette el. Ez egy platformfüggetlen projekt, melynek hála a játék AmigaOS, AmigaOS 4, AROS, BeOS, FreeBSD, Linux, Mac OS X, MorphOS, Solaris és Windows operációs rendszereken is játszhatóvá vált. Az icculus.org kódbázis később számos port alapját képezte.
Egy másik népszerű korai projekt volt Jonathon Fowler JFDuke3D-je, mely 2003 decemberében jelent meg és a Build eredeti alkotójától, Ken Silverman programozótól is kapott támogatást. Fowler Silvermannel közösen jelentette meg a JFDuke3D új verzióját, mely a Polymostot, a Build egy OpenGL-támogatott rendererét használja, mely lehetőséget biztosít a hardveres gyorsításra és a háromdimenziós modellek 32-bit színű nagyfelbontású textúrázására. A JFDuke3D-t vette alapul egy másik projekt, az Xbox konzolon futó xDuke is. Silverman azóta jelentős mértékben segített Fowlernek az egyéb, a motorhoz kapcsolódó munkákban, köztük a hálózati kód frissítésében és a motor számos aspektusának karbantartásában, de mivel a projektről évek óta nem érkezik frissítés ezért valószínűleg magára hagyták azt.
Ugyan néhány rövid életű DOS-alapú EDuke projekt jelent csak meg, azonban az EDuke32 – a Duke3D feljavított változatának, mely mind Fowler Microsoft Windows JFDuke3D kódját, mind Saettler EDuke kódját használta – megjelenéséig nem kapotak közösségi támogatását az EDuke szkriptkiterjesztései. Számos javítás mellett, 2008 végétől 2009 elejéig adták hozzá a hozzá az EDuke32-höz a fejlett shader model 3.0-alapú grafika támogatását. 2008 júniusában, a DOSBox csapatának jelentős közreműködésének hála az EDuke32 lett az első Duke Nukem 3D-port, melyet lefordítottak és így natívan is fut a 64 bites Linux rendszerek bármiféle 32 bites kompatibilitási környezet nélkül.
2009. április 1-jén bejelentették, hogy Polymer név alatt (hogy megkülönböztessék Ken Silverman Polymostjától) egy OpenGL Shader Model 3.0 rendereret fejlesztettek az EDuke32-höz. Ez lehetőséget biztosít sokkal modernebb effektek, mint például a dinamikus megvilágítás vagy a normal mapping technológiák használatára. Ugyan a Polymer teljesen működőképes, azonban az technikailag nem teljes és optimalizálatlan, és még fejlesztés alatt áll. A magasfelbontású csomag (High Resolution Pack) 2011-ben megjelent ötödik kiadásától a Polymer renderer kötelező. Az EDuke32 egy másik jelentősebb fejlesztésére 2011-ben került sor, a true room over room (TROR) technológia képében, aminek hála a pályarészeket másik pályarészekre lehet helyezni, amik így egyszerre láthatóak. Gyakorlatban ez lehetőséget ad a valódi háromdimenziós pályatervezésre, amire korábban nem volt lehetőség, bár a motor továbbra is kétdimenziós.
2012. december 1-jén megjelent a Chocolate Doom mintájára a Chocolate Duke3D-port, melynek elsőszámú célja a kód megtörése volt, hogy azt a fejlesztők könnyen olvashassák és tanuljanak abból.

## Fogadtatás
| Összegzőoldal | Értékelés |
| ------------- | --------- |
| GameRankings  | 89%       |
| Metacritic    | 89/100    |

A Duke Nukem 3D kereskedelmi siker volt, körülbelül 3,5 millió példány kelt el belőle. A tesztelők nagy hangsúlyt fektettek a játék szexuális tartalmaira. Ezt a részt megosztóan fogadták: Tim Soete a GameSpot weboldaltól úgy érezte, hogy a játék ezen elemei „morálisan megkérdőjelezhetőek”, míg a Game Revolution cikkírója megjegyezte, hogy ez „nem komoly módon lett kivitelezve”, így „nem is sértődött meg rajta személyesen”.
1996-ban a Next Generation minden idők a 35. legjobb játékának kiáltotta ki a játékot, megjegyezve azt, hogy „sokunknak ez az a játék, aminek a Quake-nek kellett volna lennie.” 1996-ban a Computer Gaming World minden idők 37. legjobb játékának nevezte a Duke Nukem 3D-t, míg a PC Gamer magazin olvasói minden idők 13. legjobb játékának választották azt. A PC Game szerkesztői 2001-ben minden idők 12., míg 2005-ben a 15. legjobb játékának választották, kiemelve a játék humorát és a popkultúrára tett utalásait. A GamePro minden idők legfontosabb videójátékai közé sorolta be a Duke Nukem 3D-t. 2009-ben Cam Shea az IGN-től a 9. helyre sorolta be a tíz legjobb Xbox Live Arcade-játékának listáján, hozzáfűzve, hogy még mindig olyan szórakoztató [az Xbox Live Arcade-verzió], mint az eredeti kiadás kiadás és dicsérte a visszatekerés lehetőségét.

### Botrányok
A játékot néhány kritikus a pornográfia és a gyilkos promóciójának vádjával illette a játékot. A Media Watch a következő megjegyzést tette a játékról:
A játékban azonban semmiféle pontozási vagy díjazási rendszer sincs, sem a nők legyilkolásárt sem semmi másért. Helyette a játék további ellenségeket jelenít meg, ha a játékos megöl egy nőt. Sem fegyver, sem tárgyak vagy különleges eszközzel nem jutalmazza a játék a bármiféle, nőkkel szembeni erőszakot, bár a sztriptíztáncosok megölése dolláresőt eredményez. Ezen bankókat nem lehet összegyűjteni és semmiféle játékmenetbeli vagy pontszámbeli bónusszal nem járnak. Egyetlen kivétel van ez alól: a Fusion Station elnevezésű pályán egy bizonyos nő megölését egy sörétes puskával és egy újabb ellenség megjelenésével díjazza a játék. A kritikákra válaszolva a játék bizonyos országokban cenzúrázva jelent meg a teljes kitiltás elkerülését.
Ausztráliában a játékot nem voltak hajlandó korhatár besorolással ellátni. A 3D Realms újracsomagolta a játékot a gyerekzár funkciót véglegesen bekapcsolva, bár a 3D Realms weboldalán elérhető volt egy javítás, mellyel a játékosok kikapcsolhatták a zárat és visszaállíthatták a játékot eredeti cenzúrázatlan változatára.[forrás?] Az OFLC ezek után megpróbálta visszahívatni a játékot az üzletek polcairól, azonban ráeszméltek, hogy erről értesítette őket a játék forgalmazója, így a besorolást nem lehet visszavonni; hat hónappal később a játékot újra besorolták és MA15+ korhatárral cenzúrázatlanul újra kiadták. Németországban a BPjM a „fiatal személyekre káros hatású média” listájára tette a játékot, így megakadályozva annak nyilvános forgalmazását.[forrás?] 1999-ben a Duke Nukem 3D-t a Doommal és számos egyéb first-person shooterrel betiltották Brazíliában miután egy mozi körüli ámokfutást állítólag a játék első pályája ihletett.
A kritikusok, a törvényhozók és a kiadók aggályai ellenére Scott Miller később elmondta, hogy a 3D Realms csak nagyon kevés negatív visszajelzést kapott a játék megbotránkoztatható elemeivel kapcsolatban az aktuális játékosoktól vagy azok szüleitől. Rámutatott, hogy a Duke Nukem 3D megfelelően „M” [kizárólag felnőtteknek] besorolást kapott és nincs benne valódi meztelenség, és ez véleménye szerint elegendő volt ahhoz, hogy a nagyközönség számára ez elég volt, hogy a játékot ne tekintsék bántónak.

## Kámeák/Érdekességek
- Duke Nukem (Duke Nukumként) megjelenik a Cosmo’s Cosmic Adventure játékban jégbefagyva.[48]
- Duke Nukem holtteste megtalálható utalásként a Blood című játékban a Dark Carnival (ami az első epizódon belül található meg) pályán.[49]